# 메르브

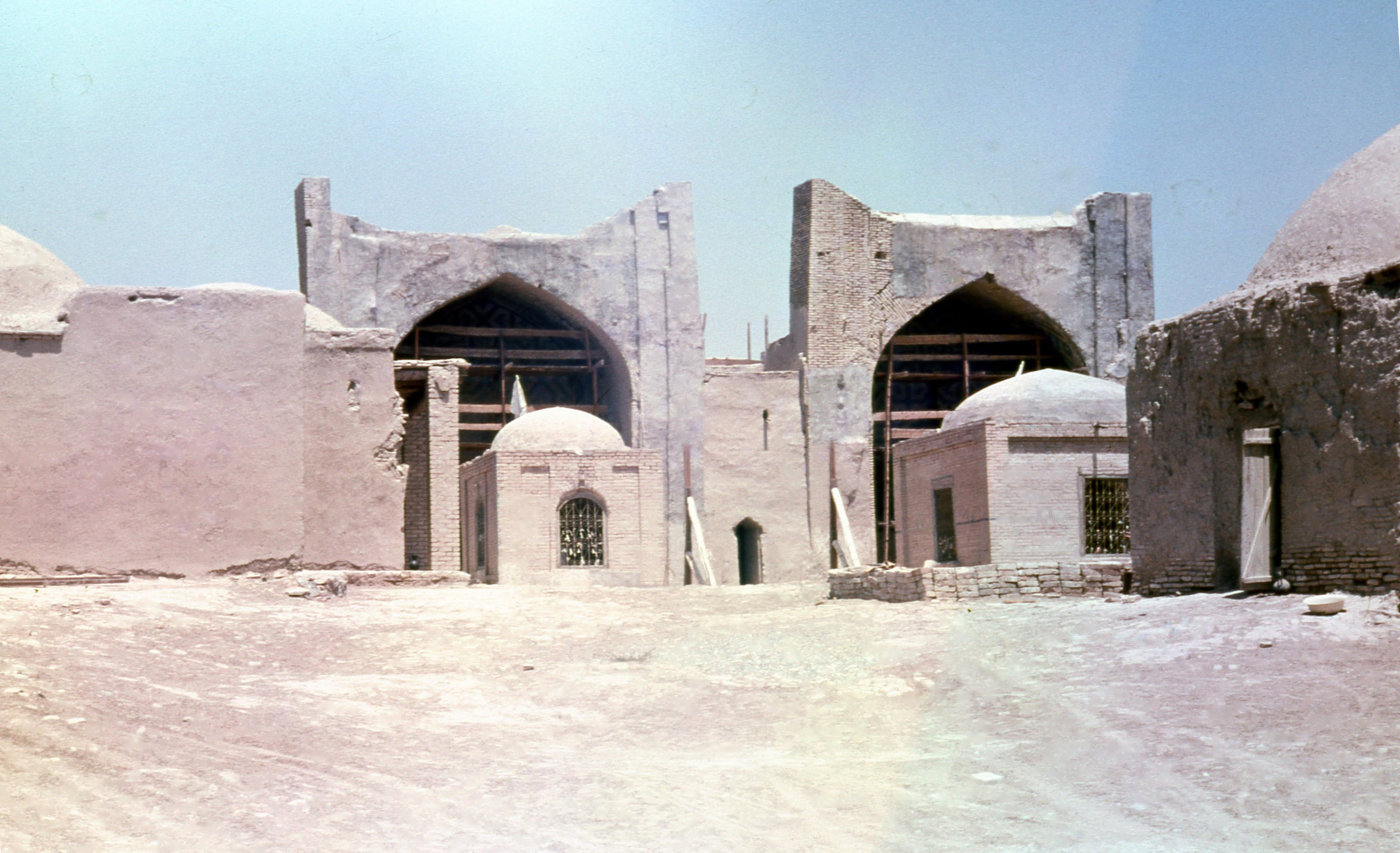

메르브(러시아어: Мерв, مرو, 마르브, 또는 마리; 木鹿, Mulu)는 실크로드의 남쪽길과 북쪽길이 톈산산맥의 서쪽에서 만나는 오아시스 도시이다. 메르브는 아케메네스 왕조의 마르기아나 총독령이었다. 그리고 후에 마르기아나의 알렉산드리아와 안티오키아는 중앙 아시아의 비단길에 있었던 주요 오아시스 도시였다. 위치는 오늘날 투르크메니스탄의 마리 근처이다. 다양한 도시들이 이 위치 근처에 존재하였다. 이 전략적인 위치는 문화와 정책의 교환에 중요하였다. 12세기에는 세계에서 거의 최대의 도시였다고 주장된다. 메르브는 유네스코 세계 문화 유산으로 목록화되었다.

## 역사
메르브의 근원은 선사시대이다. 고고학적 조사가 기원전 3번째 천년까지 마을의 삶의 많은 잔존한 유적을 드러내었다.
어떤 이들은 메르브가 힌두 신앙의 근원인 메루산이라고 주장하는데 그곳은 힌두교과 세상의 중심이라고 선언한 곳이다. 그러나 메루 산은 티베트의 카일라스산의 다른 이름일 확률이 높다.
모우루의 이름으로 메르브는 젠드 아베스타의 지리서에는 박디(발크)라고 언급된다. 아케메네스 왕조에서 메르브는 약간 중한 장소로 언급된다.
마르구라는 아름아래 그곳은 베히스툰 비석(기원전 515년)의 페르시아 왕조 다리우스 히스타스피스의 총독령 중의 하나의 일부로 나온다. 고대 도시는 키루스 대왕에 의해 다시 창건되었다.
알렉산더 대왕의 메르브 방문은 전설적이다. 그러나 도시는 알렉산드리아로 한동안 개명되었다. 알렉산더 대왕의 사후 메르브는 셀레우코스 제국, 파르티아, 사산 제국의 마르기아나 주의 주도가 되었다. 메르브는 셀레우코스의 지배자 안티오쿠스 소테르에 의해 안티오키아 마르기아나로 명명되었는데 그는 도시를 재건하고 확장하였다.
한나라 장군 반초는 서기 97년 70000명을 이끌고 메르브를 통과하여 비단길을 위협하는 야만인들에 대해 군사원정을 이끌었다. 이것은 고대 흉노족의 탈출의 결과를 주었다. 그들은 서쪽 유럽으로 이동하였다, 그들의 후손은 훈족으로 알져져 있으며 그중 아틸라가 제일 유명하다.
메르브는 셓주크투르크의 건국의 거점이었다 ..
불교 전파의 서쪽 끝으로 관련 유적이 남아있다. 메르브는 물길이 바뀌어 버리자 버려진 도시가 되었다. 1948년 대지진으로 유적지가 파괴되었다.

## 같이 보기
- 호라산
- 니샤푸르
- 헤라트
- 발흐
- 마르기아나
- 마리 (투르크메니스탄)
- 타무라스